# هيرمان هيكمان
هيرمان هيكمان (بالإنجليزية: Herman Hickman)‏ هو لاعب كرة قدم أمريكية أمريكي، ولد في 1 أكتوبر 1911 في جونسون سيتي في الولايات المتحدة، وتوفي في 25 أبريل 1958.

## وصلات خارجية
- هيرمان هيكمان على موقع قاعة تينيسي للمشاهير الرياضية (الإنجليزية)